# Leptepania sulcicollis
Leptepania sulcicollis là một loài bọ cánh cứng trong họ Cerambycidae.